# Superhumor
Superhum® Registrado, también transcrito como Superhumor, fue una revista de historietas publicada entre 1980 y 1984 en la Argentina por Ediciones de la Urraca, con 46 números.

## Trayectoria editorial
Ediciones de la Urraca, que ya editaba Hum® con algunas series de historietas, quiso competir en el mercado de revistas de historietas local con Récord y Columba. Lanzó así Superhum®, inicialmente con periodicidad bimestral, en julio-agosto de 1980.
Además de reseñas de cine, cómic y libros, incluyó las siguientes historietas:
| Números | Fecha           | Título               | Guionista            | Dibujante       |
| ------- | --------------- | -------------------- | -------------------- | --------------- |
| 1-      | 7-8/1980-1/1981 | Bosquivia            | Guillermo Saccomanno | Tabaré          |
| 1, 3-6  | 7-8/1980-       | Charlie Moon         | Carlos Trillo        | Horacio Altuna  |
| 1,      | 7-8/1980-       | Los enigmas del Pami | Carlos Trillo        | Enrique Breccia |
| 2, 4    |                 | El Circo             | Sanyú                | Sanyú           |
| 2       |                 | Un tal Daneri        | Carlos Trillo        | Alberto Breccia |

En marzo de 1981, con su número 5, adquiere periodicidad mensual:
| Números   | Fecha | Título                        | Guionista      | Dibujante              |
| --------- | ----- | ----------------------------- | -------------- | ---------------------- |
| 7-12      |       | Merdichesky                   | Carlos Trillo  | Horacio Altuna         |
| 8-11      |       | Polución nocturna             |                | Alberto Dose           |
| 11-       |       | Los misterios de Ulises Boedo |                | Mandrafina             |
| 11- 23    |       | Buscavidas                    | Carlos Trillo  | Alberto Breccia        |
| 14-15, 17 |       | Toh-Or                        |                | Alberto Dose           |
| 18        |       | El último recreo              | Carlos Trillo  | Horacio Altuna         |
|           |       | Evaristo                      | Carlos Sampayo | Francisco Solano López |

Su último número, el 46, apareció en diciembre de 1984.

## Valoración
Superhum® acogió algunas de las historietas más importantes del cómic argentino.